# Contraeconomia
A contraeconomia é uma teoria econômica e um método revolucionário que consiste na ação direta realizada através do mercado negro ou do mercado cinza. Como termo, foi originalmente usado pelos ativistas e teóricos libertários americanos Samuel Edward Konkin III e J. Neil Schulman. Samuel Edward Konkin III definiu-o como o estudo ou prática “de toda ação humana pacífica proibida pelo Estado”.
O termo é a abreviatura de economia contra-estabelecida e também pode ser referido como contra-política. A contra-economia foi integrada por Schulman na doutrina do agorismo de Konkin,  uma filosofia social libertária de esquerda e ramo do anarquismo de mercado de esquerda que defende a criação de uma sociedade em que todas as relações entre as pessoas sejam trocas voluntárias. Dentro do libertarianismo nos Estados Unidos, a contraeconomia foi adotada por anarcocapitalistas, anarquistas de mercado de esquerda, bem como mais anarquistas anticapitalistas.

## Relação com agorismo
O agorismo de Konkin, conforme exposto em seu Novo Manifesto Libertário,  postula que o método correto de alcançar uma sociedade voluntária é através da defesa e do crescimento da economia subterrânea ou "mercado negro" - a "contra-economia", como disse Konkin - até tal ponto que a autoridade moral percebida e o poder absoluto do Estado tenham sido tão completamente minados que empresas revolucionárias de mercado jurídico e de segurança anarquistas são capazes de surgir da clandestinidade e, em última análise, suprimir o governo como uma atividade criminosa (com a tributação sendo tratada como roubo, a guerra sendo tratado como assassinato em massa, etc.). 
De acordo com o panfleto Contra-Economia de Konkin:
A Contra-Economia é a soma de toda Acção Humana não agressiva e proibida pelo Estado. Contra-economia é o estudo da Contra-Economia e suas práticas. A Contra-Economia inclui o mercado livre, o Mercado Negro, a “economia subterrânea”, todos os actos de desobediência civil e social, todos os actos de associação proibida (sexual, racial, inter-religiosa), e qualquer outra coisa que o Estado, em qualquer lugar ou hora, opta por proibir, controlar, regular, tributar ou tarifar. A Contra-Economia exclui todas as ações aprovadas pelo Estado (o “Mercado Branco”) e o Mercado Vermelho (violência e roubo não aprovados pelo Estado).  
De acordo com Konkin, a contra-economia também permite a autolibertação imediata dos controlos estatais, em qualquer grau prático, aplicando a lógica empresarial para decidir racionalmente quais as leis que devem ser violadas discretamente e quando. O princípio fundamental é negociar o risco pelo lucro, embora o lucro possa referir-se a qualquer ganho no valor percebido, em vez de ganhos estritamente monetários (como consequência da teoria subjetiva do valor). As práticas voluntárias de contraeconomia incluem, em geral, práticas ilegais e moralmente questionáveis: Tráfico de armas; Troca e uso de moeda alternativa;  Migração ilegal ou contratação de imigrantes ilegais;  Tráfico de drogas;  Troca de vale- refeição;  Crédito mútuo;  Energia fora da rede e energia solar; Contrabando;  Agricultura de subsistência;  Evasão fiscal; Prostituição.   

## Origens
A primeira apresentação da teoria da contraeconomia foi feita por Samuel Edward Konkin III em uma conferência organizada por J. Neil Schulman em 1974, realizada em Cheshire, Massachusetts. O primeiro livro a retratar a contraeconomia como uma estratégia para alcançar uma sociedade libertária foi o romance Alongside Night (1979), "Ao lado da noite", de Schulman. 

## Estratégia
De acordo com Per Bylund, a contraeconomia aplica duas estratégias básicas para libertar as pessoas do Estado, vertical ou introvertida e horizontal ou extrovertida, argumentando:
A primeira receita fornece instruções sobre como libertar-se verticalmente através da construção de uma infra-estrutura descentralizada para comunidades livres, evitando completamente o Estado e as suas “soluções” centralizadas. A outra receita defende a libertação horizontal através do uso da rede pessoal de amigos e colegas e da realização de negócios fora do alcance do Estado. Poderíamos também chamar essas receitas ou estratégias de soluções introvertidas e extrovertidas para o nosso problema metodológico. 

### Vertical ou introvertido
A estratégia vertical ou introvertida destina-se a indivíduos que se concentram em infra-estruturas locais descentralizadas, em oposição a fundações estatais expansivas e é explicada como tal:
O que isto significa em termos reais é criar redes locais ou de bairro para a autossuficiência, onde as pessoas da vizinhança se reúnem para encontrar formas de produzir tudo o que é necessário para a sobrevivência e uma vida boa. Significa criar instalações de produção e mercados locais sem regulamentações estatais eficazes e sem o conhecimento do Estado. 
A associação voluntária entre os membros de uma comunidade é essencial para este conceito. Bylund acredita que o desenvolvimento de meios para abandonar a dependência dos serviços estatais e tornar-se autossuficiente pode ser um curso de acção eficaz para alcançar processos de mercado livre. A tecnologia comunitária é um exemplo desta estratégia. Bylund menciona os esforços de Karl Hess para transformar um bairro de Washington, DC que reflete esses princípios como um exemplo principal. Hess montou estufas em cima de telhados disponíveis e usou peças antigas de máquinas de lavar para construir uma instalação de criação de peixes no porão de um prédio. 

### Horizontal ou extrovertido
A estratégia horizontal ou extrovertida aplica indivíduos que criam ativamente redes e estruturas no mercado negro que podem ser estendidas para além do foco das comunidades vizinhas na estratégia vertical, com Bylund argumentando o seguinte:
O que basicamente se propõe é negociar com pessoas que você conhece e que lhe são recomendadas. Tudo isto pode ser feito em qualquer escala que se considere apropriada, utilizando a tecnologia disponível, como a Internet e, por exemplo, o eBay, para comunicações e transacções monetárias. Um primeiro passo poderia ser contratar as crianças da casa ao lado para cortar a grama ou cuidar das crianças. Não precisa ser muito sofisticado no início. Esta abordagem deveria ser natural para os libertários, uma vez que significa simplesmente exercer o comércio sem se preocupar com regulamentações estatais ou pagar impostos. A maioria das pessoas está disposta a trocar bens e serviços sem registrar o imposto sobre vendas, o que é um bom começo. Alguns deles também considerarão que é do seu interesse fazê-lo em maior escala, produzindo e distribuindo bens e serviços sem nunca pagar impostos ou seguir regulamentações e controlos governamentais desnecessários. E a maioria das pessoas não se importa realmente com os padrões governamentais se confiam no seu fornecedor. 